# 潍坊滨海经济技术开发区
潍坊滨海经济技术开发区是国务院批准成立的国家级经济技术开发区，设立于2010年4月，位于山东省潍坊市北端。总人口约23万，总面积约1188平方公里（陆域678平方公里，海域510平方公里）。